# Superliga rosyjska w piłce siatkowej kobiet
Rosyjska Superliga siatkarek; najwyższa klasa siatkarskich rozgrywek ligowych kobiet w Rosji. Pierwsze rozgrywki o mistrzostwo kraju odbyły się w sezonie 1991/1992 po upadku ZSRR, tytuł mistrza Rosji jako pierwsza zdobyła drużyna Urałoczki Jekaterinburg.
Obecnie o mistrzowski tytuł walczy 12 drużyn. Jednak w sezonie 2002/03 oraz 2007/08 w rozgrywkach uczestniczyło 13 drużyn. Najwięcej zwycięstw w historii zanotowała Urałoczka Jekaterinburg - 14. W sezonie 2012/13 mistrzem Rosji została drużyna Dinamo Kazań.

## Medalistki
| Sezon     | 1. miejsce              | 2. miejsce                         | 3. miejsce                         |
| --------- | ----------------------- | ---------------------------------- | ---------------------------------- |
| 1991/1992 | Urałoczka Jekaterynburg | Mladost Zagrzeb                    | CSKA Moskwa                        |
| 1992/1993 | Urałoczka Jekaterynburg | Urałoczka Jekaterynburg II         | CSKA Moskwa                        |
| 1993/1994 | Urałoczka Jekaterynburg | CSKA Moskwa                        | Urałoczka Jekaterynburg II         |
| 1994/1995 | Urałoczka Jekaterynburg | CSKA Moskwa                        | Urałoczka Jekaterynburg II         |
| 1995/1996 | Urałoczka Jekaterynburg | CSKA Moskwa                        | Urałoczka Jekaterynburg II         |
| 1996/1997 | Urałoczka Jekaterynburg | CSKA Moskwa                        | Urałoczka Jekaterynburg II         |
| 1997/1998 | Urałoczka Jekaterynburg | Urałoczka Jekaterynburg II         | CSKA Moskwa                        |
| 1998/1999 | Urałoczka Jekaterynburg | Urałoczka Jekaterynburg II         | Fakieł Nowy Urengoj                |
| 1999/2000 | Urałoczka Jekaterynburg | Urałoczka Jekaterynburg II         | CSKA Moskwa                        |
| 2000/2001 | Urałoczka Jekaterynburg | Uniwiersitiet-Tiechnołog Biełgorod | Urałoczka Jekaterynburg II         |
| 2001/2002 | Urałoczka Jekaterynburg | Urałoczka Jekaterynburg II         | Uniwiersitiet-Tiechnołog Biełgorod |
| 2002/2003 | Urałoczka Jekaterynburg | Uniwiersitiet-Tiechnołog Biełgorod | Proton Bałakowo                    |
| 2003/2004 | Urałoczka Jekaterynburg | Dinamo-Jantar Kaliningrad          | Proton Bałakowo                    |
| 2004/2005 | Urałoczka Jekaterynburg | Dinamo Moskwa                      | Proton Bałakowo                    |
| 2005/2006 | Dinamo Moskwa           | Zarieczje Odincowo                 | Dinamo-Jantar Kaliningrad          |
| 2006/2007 | Dinamo Moskwa           | CSKA Moskwa                        | Samorodok Chabarowsk               |
| 2007/2008 | Zarieczje Odincowo      | Dinamo Moskwa                      | Urałoczka Jekaterynburg            |
| 2008/2009 | Dinamo Moskwa           | Zarieczje Odincowo                 | Urałoczka Jekaterynburg            |
| 2009/2010 | Zarieczje Odincowo      | Dinamo Moskwa                      | Dinamo Krasnodar                   |
| 2010/2011 | Dinamo Kazań            | Dinamo Moskwa                      | Dinamo Krasnodar                   |
| 2011/2012 | Dinamo Kazań            | Dinamo Moskwa                      | Urałoczka Jekaterynburg            |
| 2012/2013 | Dinamo Kazań            | Dinamo Moskwa                      | Omiczka Omsk                       |
| 2013/2014 | Dinamo Kazań            | Dinamo Moskwa                      | Omiczka Omsk                       |
| 2014/2015 | Dinamo Kazań            | Dinamo Moskwa                      | Urałoczka Jekaterynburg            |
| 2015/2016 | Dinamo Moskwa           | Urałoczka Jekaterynburg            | Dinamo Krasnodar                   |
| 2016/2017 | Dinamo Moskwa           | Dinamo Kazań                       | Jenisiej Krasnojarsk               |
| 2017/2018 | Dinamo Moskwa           | Dinamo Kazań                       | Urałoczka Jekaterynburg            |
| 2018/2019 | Dinamo Moskwa           | Lokomotiw Kaliningrad              | Urałoczka Jekaterynburg            |
| 2019/2020 | Dinamo Kazań            | Lokomotiw Kaliningrad              | Urałoczka Jekaterynburg            |
| 2020/2021 | Lokomotiw Kaliningrad   | Dinamo Moskwa                      | Dinamo Kazań                       |

## Nagroda im. Ludmiły Bułdakowej
| Sezon     | Zawodnik             | Drużyna                 |
| --------- | -------------------- | ----------------------- |
| 2006/2007 | Lubow Jagodina       | CSKA Moskwa             |
| 2007/2008 | Lubow Szaszkowa      | Zarieczje Odincowo      |
| 2008/2009 | Jewgienija Estes     | Urałoczka Jekaterinburg |
| 2009/2010 | Tatjana Koszelewa    | Zarieczje Odincowo      |
| 2010/2011 | Jekatierina Gamowa   | Dinamo Kazań            |
| 2011/2012 | Angelina Hübner-Grün | Dinamo Moskwa           |
| 2012/2013 | Jekatierina Gamowa   | Dinamo Kazań            |
| 2013/2014 | Jekatierina Gamowa   | Dinamo Kazań            |

Źródło:

## Polki w Superlidze
| Imię i nazwisko           | Lata gry  | Klub                     |
| ------------------------- | --------- | ------------------------ |
| Małgorzata Niemczyk       | 2005-2006 | Tulica Tuła              |
| Maria Liktoras            | 2005-2007 | Proton Bałakowo          |
| Maria Liktoras            | 2007-2008 | Dinamo Moskwa            |
| Mariola Zenik             | 2006-2007 | Zarieczje Odincowo       |
| Joanna Mirek              | 2006-2007 | Tulica Tuła              |
| Agata Karczmarzewska-Pura | 2005-2007 | Tulica Tuła              |
| Anna Podolec              | 2007-2008 | Proton Bałakowo          |
| Anna Podolec              | 2011-2012 | Awtodor-Metar Czelabińsk |